# Сабова Наталія Володимирівна
Наталія Володимирівна Сабова (нар. 21 лютого 1996, м. Кам'янець-Подільський, Хмельницька область) — українська гандболістка, яка грала за львівський гандбольний клуб «Галичанка». Виступала на позиції лінійної. Майстер спорту України.

## Життєпис
Народилася 21 лютого 1996 в місті Кам'янець-Подільський Хмельницької області. У другому класі почала займатись гандболом. Перший тренер — Купчак Андрій Мирославович.
У 2013 році завершує Львівське державне училище фізичної культури та вступає до Львівського державного університету фізичної культури на факультет фізичного виховання.
У 10-му класі ЛУФК починає грати за львівську «Галичанку». В складі команди — тричі чемпіонка України жіночої Суперліги (2015, 2016, 2017), двічі срібна призерка чемпіонату України (2013, 2014), двічі володарка Кубка України (2016, 2017), двічі володарка Суперкубка України (2016, 2017), двічі півфіналістка Кубку Виклику (2014, 2015), учасниця Кубків ЄГФ, бронзова призерка Балтійської ліги (2017)
У 2015—2016 роках викликалась до лав молодіжної збірної України, а у 2015—2017 Національної збірної України з гандболу. У складі студентської збірної України — чемпіонка Європи серед студентів (2015).
У міжсезоння, влітку 2018 року вирішила завершити ігрову кар'єру